# Останкински район
Останкински район е административен район на Североизточен окръг в Москва.